# Mörel (Allemagne)
Pour les articles homonymes, voir Mörel.
Mörel est une commune allemande du Schleswig-Holstein, située dans l'arrondissement de Rendsburg-Eckernförde (Kreis Rendsburg-Eckernförde), à six kilomètres au nord-est de Hohenwestedt. Mörel est l'une des 30 communes de l'Amt Mittelholstein (« Moyen-Holstein ») dont le siège est à Hohenwestedt.